# Iouri Dolgorouki
Pour les articles homonymes, voir Dolgorouki.
Iouri Vladimirovitch (en russe : Ю́рий Влади́мирович), surnommé « Iouri Dolgorouki » (en russe : Ю́рий Долгору́кий), est un Grand-prince de la Rus' de Kiev de la dynastie des Riourikides (né vers 1099 et mort le 15 mai 1157 à Kiev), qui règne de 1149 à 1151 puis de 1155 à 1157.
Fils de Vladimir II Monomaque et d'Eufimia, noble byzantine, il est également prince de Vladimir-Souzdal de 1108 à 1157.
Son surnom de Dolgorouki (« au Long Bras ») lui vient de sa grande influence dans les luttes pour la couronne de la grande-principauté de Kiev. Il est resté dans l'histoire comme le fondateur de la ville de Moscou.

## Biographie

### Règne
Étant le sixième fils du grand-prince de Kiev Vladimir II, il ne veut pas se contenter de peu et il a, dès sa jeunesse, pour objectif de conquérir la Grande-Principauté, ce qui lui valut le nom de « Dolgorouki » (qui vient de dolgyïe rouki qui signifie « longs bras » ou « longues mains» ).
En 1108, son père l'envoie régner sur les territoires de Rostov et de Souzdal. À l'époque, cette zone du nord-est de la Russie kiévienne est alors peu peuplée, et Iouri fonde quelques forts et villes comme Tver, Kostroma ou encore Vologda, mais également les villes de Ksniatine en 1134, de Pereslavl-Zalesski et de Iouriev-Polski en 1152, et de Dmitrov en 1154.
En 1120, il participe à la guerre contre les Bulgares de la Volga. En 1120, il se querelle avec les boyards de Rostov, puis change alors de capitale, s'installant à Souzdal. En 1135, il est le nouveau prince de Pereïaslavl, puis, un an plus tard, il revient à Souzdal, son ancien fief.
Après la mort de son frère Mstislav Ier, Grand prince de Kiev, son premier succès est en 1149 lorsqu'il bat les troupes de son neveu Iziaslav II Mstislavitch. Mais il ne peut garder cette conquête longtemps et est banni de Kiev en 1151.
La seconde fois, Iouri Dolgorouki occupe Kiev en 1154 avec l'accord de l'autre grand-prince de Kiev Rostislav Ier, banni de la capitale par Iziaslav III Davidovitch qui a pris le pouvoir. Après cela, le prince Rostislav l'élève au rang de grand-prince de Kiev.
Il gouverne ensuite Kiev de 1155 à sa mort le 15 mai 1157, des suites d'une indigestion contractée lors d'une beuverie chez un boyard de ses amis (selon les rumeurs de l'époque, il aurait pu être empoisonné). Après son règne, l'anarchie se généralise à Kiev, où se succèderont sur le trône de nombreux Grand princes dont l'autorité devient quasi nulle.

### Moscou
En 1147, le bourg de Moscou est cité pour la première fois dans un message qu'Iouri Dolgorouki envoie à son allié Sviatoslav Olgovitch, prince de Novgorod-Severski, pour l'inviter à tenir conseil et faire ripaille.
Neuf ans plus tard, en 1156, Dolgorouki "fonde" officiellement la ville en l'entourant de remparts en bois et d'une douve à l'endroit qui devient ensuite le Kremlin.

## Famille

### Unions et descendance
Iouri Dolgorouki contracte deux unions. La première a lieu le 12 janvier 1108 selon la Chronique de Nestor avec une fille d'Aëpa fils d'Osen, le Khan des Polovtses (ou Coumans, peuple guerrier nomade turco-mongol).

Les enfants suivants sont considérés comme étant attribués à sa première femme :
- Rostislav (mort le 6 avril 1151), prince de Pereïaslavl ;
- Ivan (mort le 24 février 1147), prince de Koursk ;
- André Ier Bogolioubski (1111 – 28 juin 1174), fondateur de la lignée des princes de Souzdal, Vladimir et Rostov ;
- Boris (mort le 2 mai 1159), prince de Belgorod et de Tourov ;
- Olga (mort en 1189), qui épouse Iaroslav Ier Osmomysl ;
- Marie (morte en 1166), qui épouse Oleg Sviatoslavich, prince de Novgorod ;
- Sviatoslav (mort le 11 janvier 1174) ;
- Iaroslav (mort le 12 avril 1166) ;
- Gleb Ier (mort en 1171) ;
- Mstislav (mort en 1162), prince de Novgorod ;
- Vassilko (déposé en 1161 et mort en 1162), prince de Souzdal.

Sa seconde femme, Hélène (qui retourne à Constantinople après sa mort selon l'historien Nikolaï Karamzine), peut-être selon les sources membre de la dynastie des Comnène (régnant sur l'empire byzantin durant la vie de Iouri). Il se peut qu'elle soit la fille d'Isaac Comnène (et donc la petite-fille d'Alexis Ier Comnène et d'Irène Doukas).

Les enfants suivants, qui sont les plus jeunes, sont considérés comme étant attribués à sa seconde femme :
- Michel Ier Iourievitch (mort le 20 juin 1176) ;
- Vsevolod III Vladimirski (1154 – 12 avril 1212) ;
- David ;
- Iaropolk.

Iouri a en tout eu près de quinze enfants, dont on ne connaît pas les mères exactes pour certains d'entre eux.

### Ancêtres
|  |                          |  |  |  |  |  |  |  |  |  |  |  |  |  |  |  |
|  | 16. Vladimir Ier         |  |  |  |  |  |  |  |  |  |  |  |  |  |  |  |
|  |                          |  |  |  |  |  |  |  |  |  |  |  |  |  |  |  |
|  |                          |  |  |  |  |  |  |  |  |  |  |  |  |  |  |  |
|  | 8. Iaroslav le Sage      |  |  |  |  |  |  |  |  |  |  |  |  |  |  |  |
|  |                          |  |  |  |  |  |  |  |  |  |  |  |  |  |  |  |
|  |                          |  |  |  |  |  |  |  |  |  |  |  |  |  |  |  |
|  | 17. Rogneda de Polotsk   |  |  |  |  |  |  |  |  |  |  |  |  |  |  |  |
|  |                          |  |  |  |  |  |  |  |  |  |  |  |  |  |  |  |
|  |                          |  |  |  |  |  |  |  |  |  |  |  |  |  |  |  |
|  | 4. Vsevolod Ier de Kiev  |  |  |  |  |  |  |  |  |  |  |  |  |  |  |  |
|  |                          |  |  |  |  |  |  |  |  |  |  |  |  |  |  |  |
|  |                          |  |  |  |  |  |  |  |  |  |  |  |  |  |  |  |
|  | 18. Olof de Suède        |  |  |  |  |  |  |  |  |  |  |  |  |  |  |  |
|  |                          |  |  |  |  |  |  |  |  |  |  |  |  |  |  |  |
|  |                          |  |  |  |  |  |  |  |  |  |  |  |  |  |  |  |
|  | 9. Ingigerd de Suède     |  |  |  |  |  |  |  |  |  |  |  |  |  |  |  |
|  |                          |  |  |  |  |  |  |  |  |  |  |  |  |  |  |  |
|  |                          |  |  |  |  |  |  |  |  |  |  |  |  |  |  |  |
|  | 19. Estrid des Obotrites |  |  |  |  |  |  |  |  |  |  |  |  |  |  |  |
|  |                          |  |  |  |  |  |  |  |  |  |  |  |  |  |  |  |
|  |                          |  |  |  |  |  |  |  |  |  |  |  |  |  |  |  |
|  | 2. Vladimir II Monomaque |  |  |  |  |  |  |  |  |  |  |  |  |  |  |  |
|  |                          |  |  |  |  |  |  |  |  |  |  |  |  |  |  |  |
|  |                          |  |  |  |  |  |  |  |  |  |  |  |  |  |  |  |
|  | 20. Théodose Monomachos  |  |  |  |  |  |  |  |  |  |  |  |  |  |  |  |
|  |                          |  |  |  |  |  |  |  |  |  |  |  |  |  |  |  |
|  |                          |  |  |  |  |  |  |  |  |  |  |  |  |  |  |  |
|  | 10. Constantin IX        |  |  |  |  |  |  |  |  |  |  |  |  |  |  |  |
|  |                          |  |  |  |  |  |  |  |  |  |  |  |  |  |  |  |
|  |                          |  |  |  |  |  |  |  |  |  |  |  |  |  |  |  |
|  | 5. Anastasia de Byzance  |  |  |  |  |  |  |  |  |  |  |  |  |  |  |  |
|  |                          |  |  |  |  |  |  |  |  |  |  |  |  |  |  |  |
|  |                          |  |  |  |  |  |  |  |  |  |  |  |  |  |  |  |
|  | 22. Basile Skléros       |  |  |  |  |  |  |  |  |  |  |  |  |  |  |  |
|  |                          |  |  |  |  |  |  |  |  |  |  |  |  |  |  |  |
|  |                          |  |  |  |  |  |  |  |  |  |  |  |  |  |  |  |
|  | 11. Pulchérie Skléraina  |  |  |  |  |  |  |  |  |  |  |  |  |  |  |  |
|  |                          |  |  |  |  |  |  |  |  |  |  |  |  |  |  |  |
|  |                          |  |  |  |  |  |  |  |  |  |  |  |  |  |  |  |
|  | 23. Pulchérie Argyre     |  |  |  |  |  |  |  |  |  |  |  |  |  |  |  |
|  |                          |  |  |  |  |  |  |  |  |  |  |  |  |  |  |  |
|  |                          |  |  |  |  |  |  |  |  |  |  |  |  |  |  |  |
|  | 1. Iouri Dolgorouki      |  |  |  |  |  |  |  |  |  |  |  |  |  |  |  |
|  |                          |  |  |  |  |  |  |  |  |  |  |  |  |  |  |  |
|  |                          |  |  |  |  |  |  |  |  |  |  |  |  |  |  |  |
|  | 3. Eufimia               |  |  |  |  |  |  |  |  |  |  |  |  |  |  |  |
|  |                          |  |  |  |  |  |  |  |  |  |  |  |  |  |  |  |
|  |                          |  |  |  |  |  |  |  |  |  |  |  |  |  |  |  |

## Postérité
Les Moscovites vouent une forte admiration à Iouri Dolgorouki, considéré comme le légendaire fondateur de leur ville. En 1954, un monument en son honneur sculpté par Sergueï Mikhaïlovitch Orlov (ru) fut érigé sur la Rue Tverskaïa de Moscou, principale avenue de la ville, face à la mairie de la ville.
L'image de Dolgorouki fut estampillée sur une médaille "En commémoration du 800e anniversaire de Moscou", introduit en 1947.
Un sous-marin nucléaire, le K-535 Iouri Dolgorouki, fut nommé ainsi en son honneur.

## Galerie

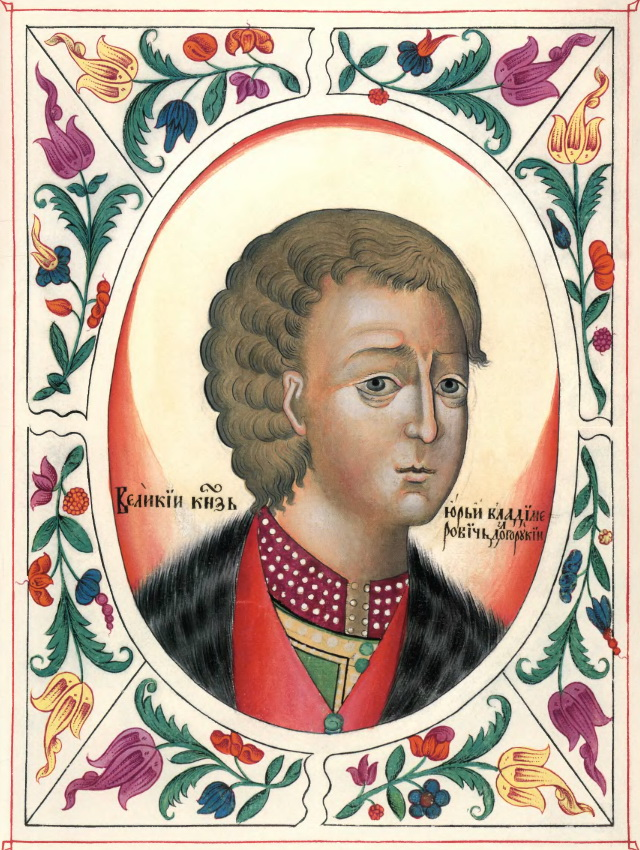
Iouri Dolgorouki dans le Tsarsky Titulyarnik, 1672.
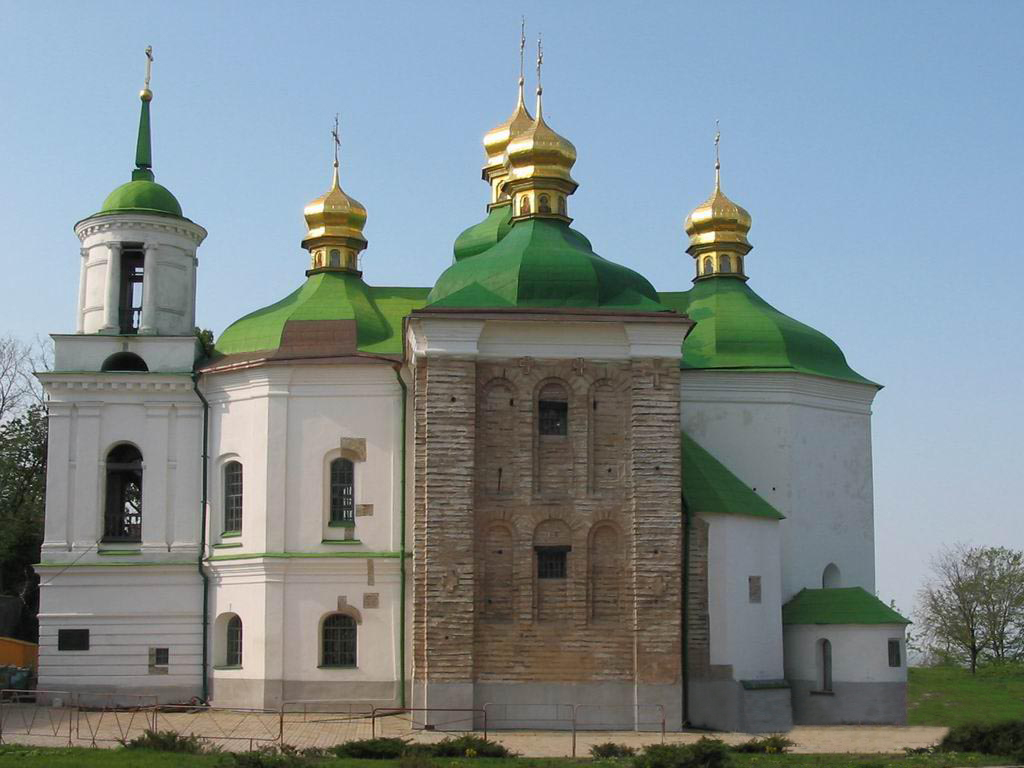
L'Église du Sauveur sur le Berestov à Kiev où fut enterré Iouri Dolgorouki.
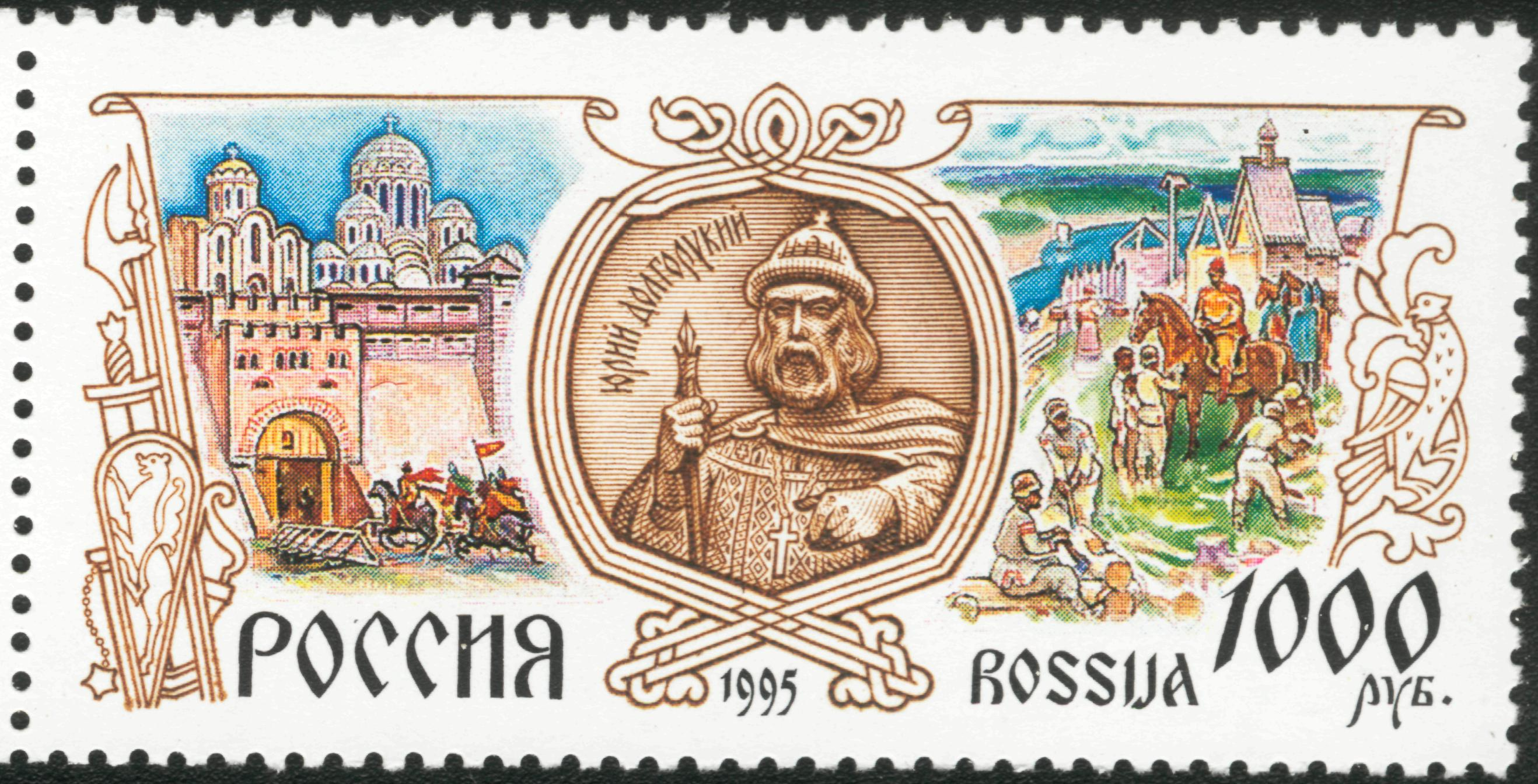
Iouri Dolgorouki sur la droite d'un timbre russe de 1995 représentant Moscou.

## Hommages
- (7223) Dolgorukij, astéroïde.